# Baarddraad

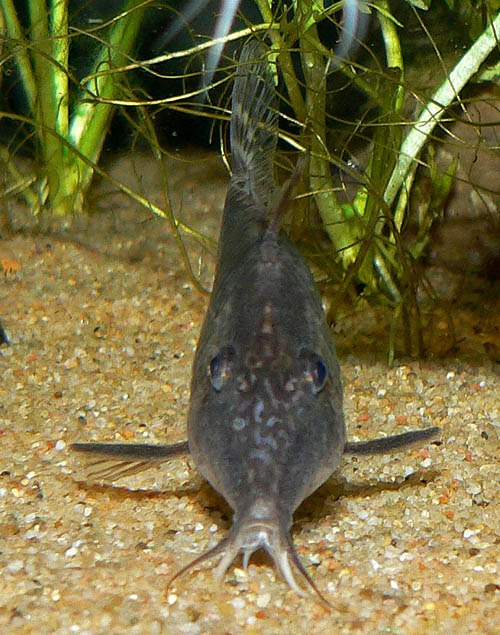
Corydoras semiaquilus struint de bodem af op zoek naar prooien.

Een baarddraad is een langwerpig, draadachtig tastorgaan dat men vooral vindt bij zeer veel vissen. Ze komen echter ook voor bij haaien, amfibieën en reptielen. 
Vissen met dit tastorgaan zijn meervallen, modderkruipers, kabeljauwachtigen, zeebarbelen en zoetwatermaanvissen. Ook bij andere vissenfamilies zoals de karperachtigen komen baarddraden voor.
Enkele schildpaddensoorten die baarddraden bezitten zijn de grootkopmodderschildpad (Claudius angustatus) en de soort Elusor macrurus. Bij de amfibieën zijn de larven van de klauwkikker ook in het bezit van baarddraden. 
Baarddraden vergroten het oppervlak waarmee het voedsel op de tast gevonden wordt en als zodanig herkend wordt door de aanwezigheid van smaakorganen.